# Língua Miami-Illinois
A Língua Miami-Illinois é uma das Línguas Nativas da América do Norte antigamente faladas nos Estados Unidos da América em Illinois, Missouri, Indiana, oeste de Ohio e nas áreas adjacentes al longo do Rio Mississipi pelas tribos Inoca ou da Confederação Illinois, incluindo as tribos Kaskaskia, Peoria, Tamaroa, Cahokia e Mitchigamea. É uma Língua Algica da família das Línguas algonquianas. As línguas mais aproximadas são Sauk, Meskwaki, Kickapoo, Ojibwe e Potawatomi.

## História
A denominação 'Miami-Illinois' cobre um grupo de dialetos muito similares, sendo os principais o próprio Miami, o Peoria, o Wea' e, conforme antigos registros dos Jesuítas, o Illinois. Cerca de metade dos falantes foram transferidos compulsoriamente de seus territórios, para se estabelecer no nordeste de Oklahoma, caso das tribos Miami e Peoria. Os restantes Miamis ficaram no norte de Indiana.
Esse idioma foi registrado por documentos por mais de 200 anos. O documento mais significativo é um Dicionário elaborado pelo Missionário Jesuíta Jaques Gravier, que viveu entre os Kaskaskia no início do século XVIII. Esse dicionário era "Kaskaskia - Francês", tinha 600 páginas, 20 mil verbetes e teve seu manuscrito editado e publicado por Carl  Masthay em 2002.

### Projeto Myaamia
David Costa publicou uma dissertação PhD em 1994, The Miami-Illinois Language, e o correspondente livro em 2003. O livro faz um reconstrução da língua Miami-Illinois e da sua gramática. Essa obra foi importantíssima para a revitalização da tribo Miami de e Oklahoma em andamento desde metade da década de 90. Esse é o Projeto Myaamia, uma joint venture entre a tribo e a Universidade Miami. Os membros desse projeto se envolveram na tradução de documentos de missionários e na publicação de obras sobre a cultura e língua Miami, incluindo um livro infantil sobre na língua e sobre a cultura Miami, um conjunto de CDs de Áudio com vocabulário, frases, conversação acerca das origens histórica dos Miami. Há também textos acompanhando, compilação de estórias tradicionais dos Miami e dos Peoria, que foram obtidas no início do século XX, quando os últimos reais falantes do idioma ainda viviam.

## Alfabeto
Miami utiliza o Alfabeto latino bastante limitado em função do pequeno inventário fonético da língua:
- Vogais: A, E, I, O - curtas e longas (essa representadad por vogal duplicada)
- Consoantes: somente C, H, K, L, M, N, P, S, T, W, Y e ainda Sh